# Триплатинапентаиттрий
Триплатинапентаиттрий — бинарное неорганическое соединение
платины и иттрия
с формулой Pt3Y5,
кристаллы.

## Получение
- Сплавление стехиометрических количеств чистых веществ:

{\displaystyle {\mathsf {3Pt+5Y\ {\xrightarrow {1600^{o}C}}\ Pt_{3}Y_{5}}}}

## Физические свойства
Триплатинапентаиттрий образует кристаллы
гексагональной сингонии,
пространственная группа P 63/mmc,
параметры ячейки a = 0,8370 нм, c = 0,6276 нм, Z = 2,
структура типа трисилицида пентамарганца Mn5Si3
.
Соединение образуется по перитектической реакции при температуре ≈1600 °C .